# Macrones acicularis
Macrones acicularis är en skalbaggsart som beskrevs av Francis Polkinghorne Pascoe 1862. Macrones acicularis ingår i släktet Macrones och familjen långhorningar. Inga underarter finns listade i Catalogue of Life.